# Submarine Super 99
Submarine Super 99 (яп. 潜水艦スーパー99 Сэ:нсуйкан сабумарин Су:па: Найн Найн) — японская манга за авторством писателя Лэйдзи Мацумото.

## Сюжет
В неизвестном будущем, земля была захвачена таинственной «океанской империей». Военный главнокомандующий империи, Хелл Десбёрд, требует, чтобы всё судоходство потребовало его разрешения на плавание. Единственная надежда Земли — это подводная лодка под названием «Супер 99», таинственная подводная лодка, разработанная доктором Дзёдзо Оки.
История начинается с того, что японские силы решили исследовать загадочную угрозу под океаном. Горо Оки даёт своему младшему брату Сусуму, ружьё, оружие, модифицированной винтовкой типа «99» эпохи Второй мировой войны; Сусуму также получил ключ, имеющий марку «99» его дедушкой Дзёдзо. Однажды Горо и Дзёдзо Оки отправились на поисковую подводную лодку, чтобы исследовать атаки в японской траншеи; вскоре их судно атаковала таинственная подводная лодка, скрывающейся в траншее. Так человечество объявляет войну новой империи.

## Персонажи

### Субмарина 99
- Сусуму Оки (яп. 沖 進 Оки Сусуму) — главный механик корабля SS-99.

Сэйю: Дзюн Фукуяма
- Горо Оки (яп. 沖 五郎 Оки Горо:) — заместитель и сотрудник лаборатории океанской лаборатории.

Сэйю: Ю Мидзусима
- Дзёдзо Оки (яп. 沖 重造 Оки Дзё:дзо:) — глава океанской лаборатории.

Сэйю: Тё Кацуми
- Кудзуку Ояма (яп. 大山 築 О:яма Кудзуку) — капитан корабля SS-99.

Сэйю: Тосиюки Морикава
- Миюки Морики (яп. 森木 深雪 Морики Миюки) — анализатор корабля SS-99.

Сэйю: Мицуко Хориэ
- Торакити Тануки (яп. 田貫 虎吉 Тануки Торакити) — заместитель капитана корабля SS-99.

Сэйю: Хироси Нака

### Империя океана
- Хелл Десбёрд (яп. ヘル･デスバード Хэру Дэсуба:до) — военный лидер империи океана. Фактически вся власть империи находится в его руках.

Сэйю: Икуя Саваки
- Зе Стрейт (яп. ゼ･ストレート Дзэ Суторэ:то) — личный секретарь Хелл Десбёрда.

Сэйю: Кикуко Иноэ
- Зе Стронестро (яп. ゼ･ストロネストロ Дзэ Суторонэсуторо) — капитан подводной лодки, командующий субмаринами.

Сэйю: Сацуки Юкино
- Зе Строн (яп. ゼ･ストロン Дзэ Суторон) — агент, работающий на Зе Стронестро.

Сэйю: Макото Нарусэ
- Зе Строггер (яп. ゼ･ストロガー Дзэ Суторога:) — женщина-агент, работающая на Зе Стронестро.

Сэйю: Кэн Нарита

## Медиа

### Манга
Манга начала публиковалась издательством Akita Shoten с 1964 по 1965 год. Всего было выпущено 2 тома манги.
| № | Дата публикации | ISBN                   |
| - | --------------- | ---------------------- |
| 1 | 31 мая 1986     | ISBN 4-257-91793-8     |
| 2 | 1 марта 1992    | ISBN 978-4-2530-1522-6 |
| 3 | 1 марта 1992    | ISBN 978-4-2530-1523-3 |
| 4 | 1 августа 2002  | ISBN 978-4-2531-7008-6 |

### Аниме
На основе сюжета манги студией Vega Entertainment был выпущен аниме-сериал, который транслировался по телеканалу AT-X с 8 мая по 31 июля 2003 года. Всего выпущено 13 серий аниме. В качестве дистрибьютора сериала выступал телеканал TV Tokyo. Сериал также транслировался на территории Португалии, Бразилии, Мексики, Испании и Франции.
Начальная тема:
«„Sailing Mirai e“» — исполняет Итиро Мидзуки
Закрывающая тема:
«„Kanashimi wa Ama ni Kaeshite“» — исполняет Мицуко Хориэ

#### Список серий
| № серии | Название                                                                       | Премьера в Японии |
| ------- | ------------------------------------------------------------------------------ | ----------------- |
| 1       | A Deep Sea Explorer Disappeared! (「深海 調査 艇 (バ チ ス カ ー フ), 消滅!」) | 8 мая 2003        |
| 2       | Scramble, the Super Submarine! (「超 潜水 艦, ス ク ラ ン ブ ル!」)            | 15 мая 2003       |
| 3       | Battle at 39,600 feet (12,100 m) Deep! (「深度 一 万 二千 の 死 闘」)          | 22 мая 2003       |
| 4       | The Ambush Achieved Great Success! (「我, 奇襲 に 成功 せ り!」)               | 29 мая 2003       |
| 5       | Challenge of A Young Warrior (「若 き 戦 士 の 挑」! 」)                       | 5 июня 2003       |
| 6       | Hold-Up (「ホ ー ル ド ア ッ プ!」)                                            | 12 июня 2003      |
| 7       | A Booby Trap! (「罠!」)                                                        | 19 июня 2003      |
| 8       | Coronation of Emperor Is Declared! (「皇帝 即位 宣言!」)                       | 26 июня 2003      |
| 9       | Decision of A Great General (「名将 の 決断!」)                                | 3 июля 2003       |
| 10      | Blast the Ocean Empire! (「海洋 帝国 爆破!」)                                  | 10 июля 2003      |
| 11      | Farewell, the Great General! (「さ ら ば, 名将!」)                             | 17 июля 2003      |
| 12      | Decisive Battle (「決 戦!」)                                                   | 24 июля 2003      |
| 13      | Embark to A New Ocean! (「美 し い 海 へ!」)                                   | 31 июля 2003      |